# علاقات اليونان ولبنان الثنائية
العلاقات بين اليونان ولبنان هي العلاقات الخارجية بين دولتي اليونان ولبنان حيث تعود العلاقة بين الشعبين إلى العصور القديمة المبكرة، مع أنشطة التجارة المبكرة بين الإغريق القدماء والفينيقيين، ولليونان سفارة في بيروت وللبنان سفارة في اثينا، وكلا البلدين عضو في الاتحاد من أجل المتوسط والفرانكوفونية.
تعتبر اليونان أيضًا مرجعًا روحيًا للطوائف الأرثوذكسية اليونانية والكاثوليكية اليونانية.

## التاريخ

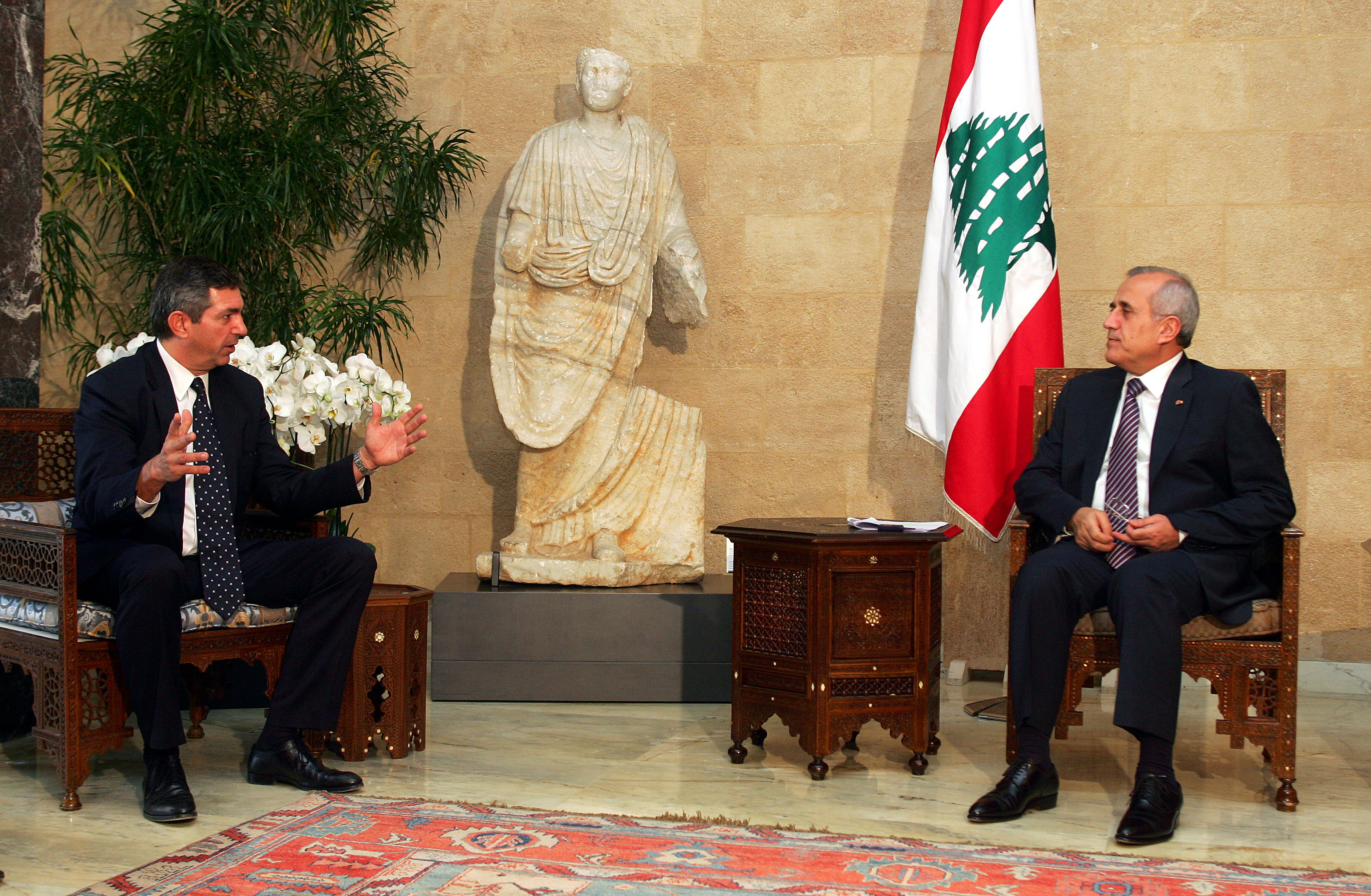
وزير خارجية اليونان ستافروس لامبرينديس ورئيس لبنان ميشال سليمان في أكتوبر 2011

العلاقات اليونانية اللبنانية تقليديا ودية للغاية وتتميز بالاحترام والثقة المتبادلين. وعلى طول الطبيعة التاريخية بين الدولتين، كانت اليونان داعمًا قويًا للقضايا السياسية اللبنانية منذ عام 1948 وكانت الدولة الوحيدة إلى جانب قبرص التي ترحب بسعادة بالمواطنين اللبنانيين خلال الحرب الأهلية اللبنانية.
دعمت اليونان بنشاط لبنان خلال الحرب الأخيرة، واستجابت على الفور لطلب تقديم المساعدات الإنسانية واستمرت في المساهمة في إعادة إعمار البلاد، حيث تقدر المساعدات الإنسانية التي قدمتها اليونان للشعب اللبناني خلال حرب لبنان عام 2006 بنحو 2.5 مليون يورو، بما في ذلك المساهمات المالية، وفي مؤتمر المانحين الدولي الذي انعقد في باريس في 25 كانون الثاني /يناير 2007 أعلنت اليونان عن تخصيص 5 ملايين يورو للمساعدة في بناء البنية التحتية اللبنانية.

## اتفاقيات
تشمل الاتفاقات الرئيسية ما يلي:
- اتفاق المساعدة القضائية والطرد
- اتفاق لتشجيع وحماية الاستثمارات المتبادلة
- الاتفاقية القنصلية للتجارة والشحن والتركيب
- اتفاقية التجارة
- اتفاقية النقل البري الدولي للركاب والبضائع
- الاتفاقية التعليمية للتعاون الثقافي والعلمي. بعد بدء نفاذ هذا الاتفاق، لم يعد الاتفاق التعليمي لعام 1949 ساري المفعول
- اتفاق للتعاون الاقتصادي والتكنولوجي
- اتفاق للتعاون في مجال السياحة. بعد بدء نفاذ هذا الاتفاق، لم يعد اتفاق التعاون بشأن السياحة لعام 1970 ساري المفعول.
- اتفاق لتجنب الازدواج الضريبي للدخل من الشحن الجوي
- بروتوكول التعاون الاقتصادي والعلمي والتقني في مجال الزراعة.

## الإغريق في لبنان
لم تشمل الجالية اليونانية في لبنان أكثر من 2500 شخص قبل حرب عام 2006 ولكن تم إجلاء معظمهم من البلاد بواسطة سفن يونانية، لتجنب عمليات الحرب.

## اللبنانيون في اليونان
تضم الجالية اللبنانية في اليونان حاليًا حوالي 30,000 مواطن، يتركز معظمهم في المنطقة الحضرية في العاصمة أثينا.

## وصلات خارجية
- السفارة اليونانية في بيروت